# Sồi
Sồi là tên gọi chung của khoảng 400 loài cây gỗ hay cây bụi thuộc chi Quercus của họ Sồi. "Sồi" cũng có thể xuất hiện trong tên gọi của các loài thuộc các chi có quan hệ họ hàng, đáng chú ý là Lithocarpus (sồi đá) hay chi Fagus (còn được gọi là dẻ gai). Chi này là bản địa của Bắc bán cầu, và bao gồm các loài thường xanh hay sớm rụng lá, sinh sống trong khu vực từ các vĩ độ hàn đới tới khu vực nhiệt đới châu Á và châu Mỹ.
Các loài sồi có lá mọc vòng, với mép lá xẻ thùy ở nhiều loài; một số loài có mép lá xẻ khía răng cưa hay mép lá nguyên. Hoa là kiểu đuôi sóc, ra hoa vào mùa xuân. Quả là dạng quả kiên được gọi là quả đấu, mọc ra trong một cấu trúc hình chén; mỗi quả đấu chứa 1 hạt (hiếm khi 2 hay 3) và mất 6–18 tháng để chín, phụ thuộc vào loài. Nhóm sồi thường xanh được phân biệt do nó chứa các loài có lá thường xanh, nhưng trên thực tế không phải là một nhóm khác biệt về mặt phát sinh loài mà thay vì thế nó chứa các loài nằm rải rác và phân tán trong cây phát sinh loài của chi Quercus.

## Phân loại
Chi Quercus được phân chia thành 2 phân chi và một loạt các tiết đoạn.

### Phân chiQuercus
Phân chi Quercus được chia thành các đoạn:
- Đoạn Quercus (đồng nghĩa: Lepidobalanus và Leucobalanus), chứa các loài sồi trắng tại châu Âu, châu Á và Bắc Mỹ. Vòi nhụy ngắn; quả đấu chín sau 6 tháng và có vị ngọt hay hơi đắng; bên trong vỏ quả đấu không lông. Lá gần như thiếu gai cứng trên các chóp thùy của chúng, thường là thuôn tròn.
- Đoạn Mesobalanus, sồi Hungary và các họ hàng tại châu Âu và châu Á. Vòi nhụy dài; quả đấu chín trong khoảng 6 tháng và có vị đắng; bên trong vỏ quả đấu không lông. Đoạn Mesobalanus có quan hệ gần với đoạn Quercus và đôi khi được gộp trong đó.
- Đoạn Cerris, sồi Thổ Nhĩ Kỳ và các họ hàng tại châu Âu và châu Á. Vòi nhụy dài; quả đấu chín trong 18 tháng và có vị rất đắng; bên trong vỏ quả đấu không lông. Lá của chúng thường có các chóp thùy nhọn, với các gai cứng tại chóp thùy.
- Đoạn Protobalanus, sồi thường xanh Canyon và các họ hàng, tại tây nam Hoa Kỳ và tây bắc México. Vòi nhụy ngắn, quả đấu chín trong 18 tháng và có vị rất đắng. Bên trong vỏ quả đấu có lông tơ. Lá thường có các chóp thùy nhọn, với các gai cứng tại chóp thùy.
- Đoạn Lobatae (đồng nghĩa: Erythrobalanus), sồi đỏ tại Bắc Mỹ, Trung Mỹ và miền bắc Nam Mỹ. Vòi nhụy dài, quả đấu chín trong 18 tháng và có vị rất đắng. Bên trong vỏ quả đấu có lông tơ. Quả kiên thật sự được bọc trong lớp da mỏng, bám sát, dạng giấy. Lá thường có các chóp thùy nhọn, với các gai cứng tại thùy.

### Phân chiCyclobalanopsis
- Sồi với quả dạng chén-vòng tại Đông Á và Đông Nam Á. Cây gỗ thường xanh cao tới 10–40 m. Chúng khác biệt với phân chi Quercus ở chỗ chúng có quả đấu với các chén khác biệt mang các vòng vẩy liên trưởng; chúng cũng có các quả đấu mọc thành cụm dày dặc, mặc dù điều này không đúng với tất cả các loài. Quần thực vật Trung Hoa Lưu trữ ngày 22 tháng 9 năm 2006 tại Wayback Machine coi Cyclobalanopsis là một chi khác biệt, nhưng phần lớn các nhà phân loại học khác chỉ coi nó là phân chi của chi Quercus. Nó chứa khoảng 150 loài.

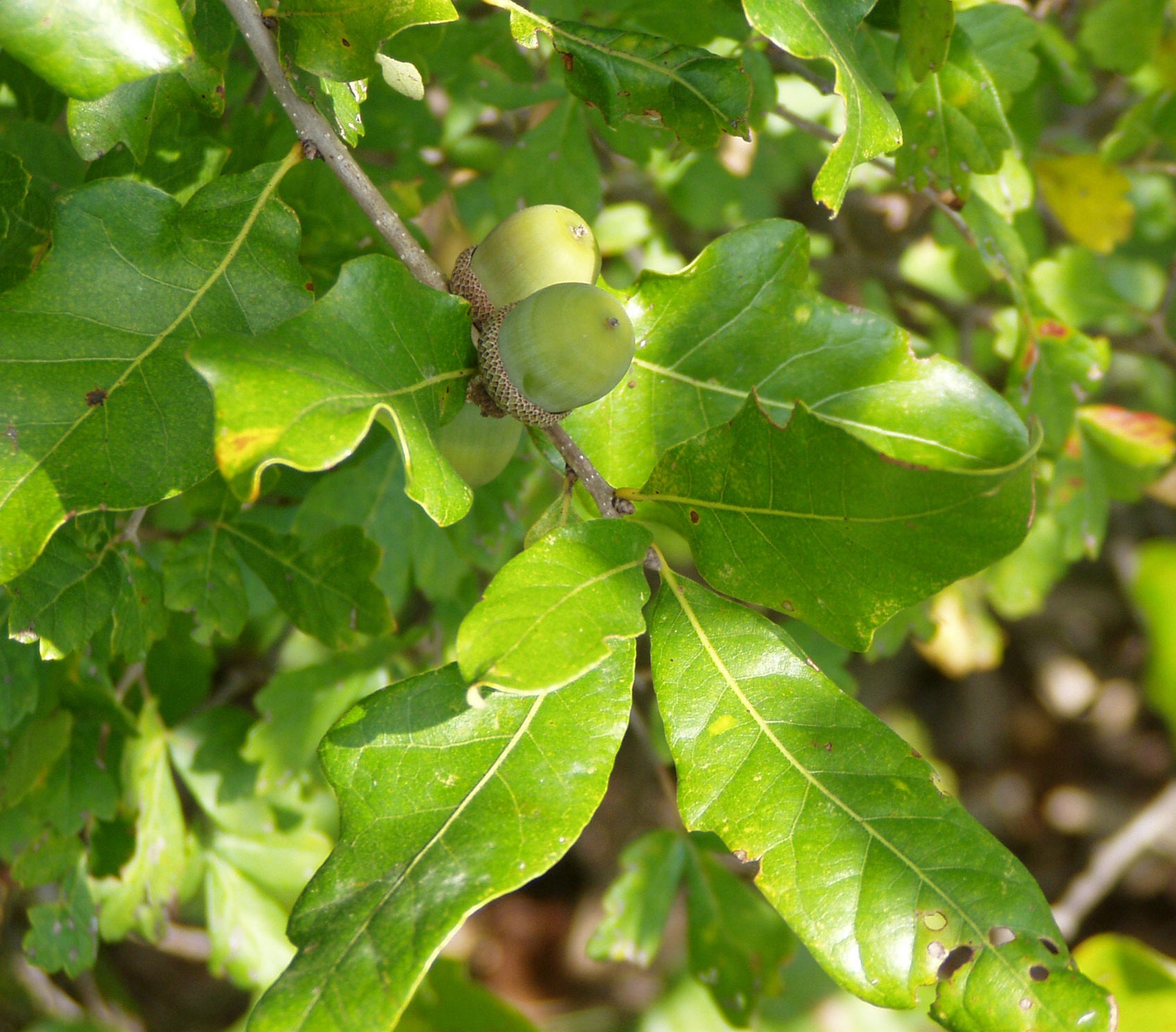
Sồi trắng lai ghép, có lẽ là Quercus stellata × Quercus muhlenbergii.

## Sử dụng

### Gỗ Sồi

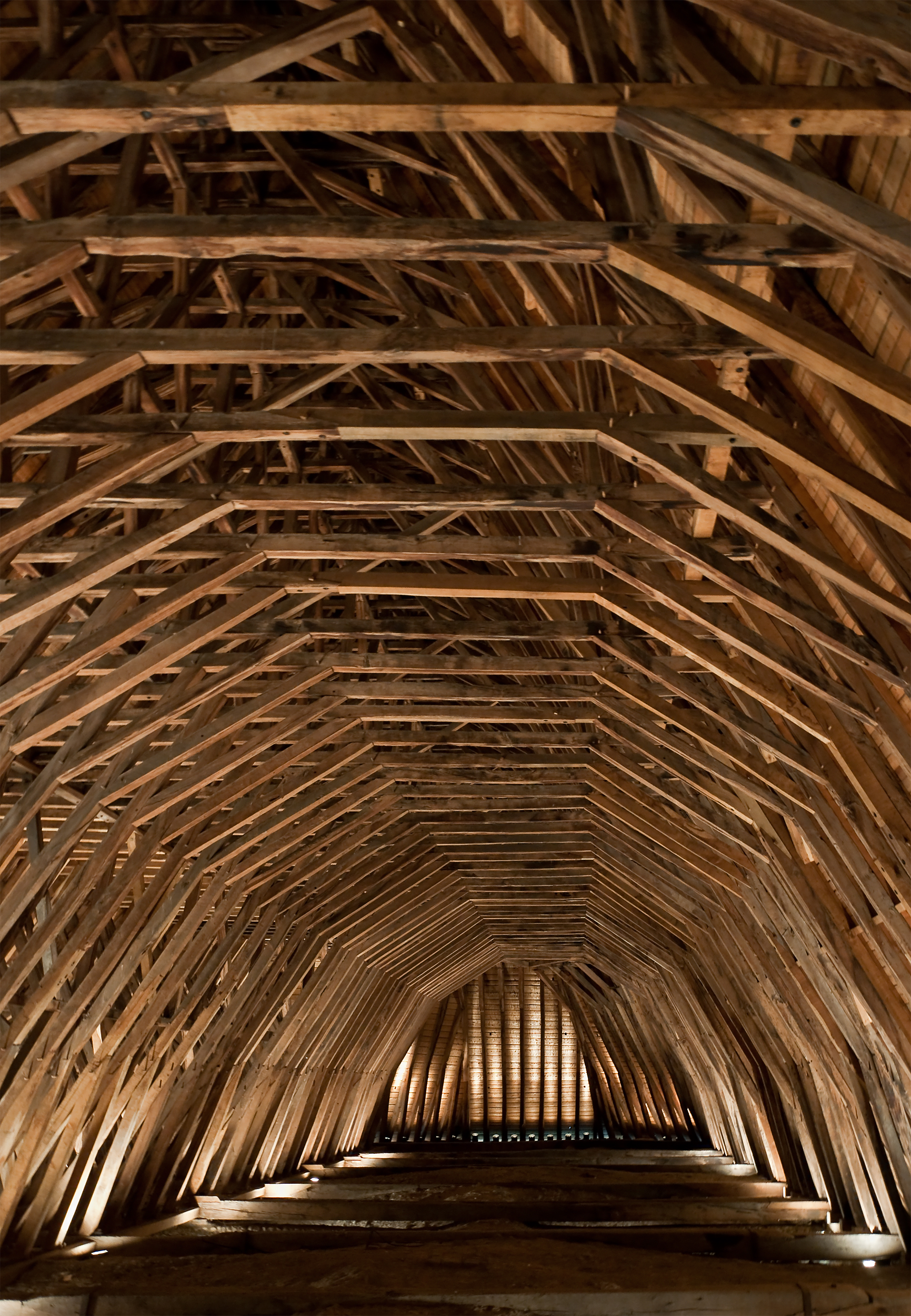
Gỗ sồi (beams) trong khung cấu trúc của Nhà thờ Saint-Girons tại Monein, Pháp

Gỗ sồi là một loại gỗ mạnh mẽ và cứng, có rất nhiều ứng dụng khác nhau, bao gồm đồ nội thất, sàn nhà, khung xây dựng và veneer. Gỗ từ cây sồi loài Quercus cerris (sồi Thổ Nhĩ Kỳ) có tính cơ học vượt trội so với cây sồi trắng loài Q. petraea và Q. robur; gỗ cứng và gỗ non có cùng các tính cơ học. Trong số các loài sồi đỏ ở Bắc Mỹ, loài sồi đỏ Bắc Quercus rubra được đánh giá cao khi sử dụng trong công trình xây dựng. Gỗ sồi này khá kháng khuẩn và không bị tấn công bởi côn trùng và nấm mốc.
Tại châu Âu, gỗ từ loài sồi Q. robur và Q. petraea đã được sử dụng trong việc đóng tàu, đặc biệt là cho các tàu chiến men of war, cho đến thế kỷ 19. Ở các vùng đồi núi của Ấn Độ, như Uttarakhand, ngoài việc sử dụng gỗ sồi làm nguồn củi và vật liệu xây dựng, nó còn được dùng để làm các công cụ nông nghiệp, và lá cây sồi phục vụ cho việc cung cấp thức ăn cho gia súc trong những thời kỳ khan hiếm.

### Các sản phẩm truyền thống khác
Vỏ cây sồi, với hàm lượng tannin cao, từ lâu đã được sử dụng trong lĩnh vực nhuộm da trong các xã hội cổ đại. Các nốt sồi từ cây sồi đã có vai trò quan trọng trong việc sản xuất mực sắt để viết sách tay, và chúng thường được thu hoạch vào một thời điểm cụ thể trong năm. Tại Hàn Quốc, vỏ cây sawtooth oak được sử dụng để làm tấm lợp cho các công trình xây dựng truyền thống, đặc biệt là trong việc xây mái nhà. Vỏ cây sồi trắng truyền thống đã được sử dụng trong các loại thuốc, nhờ chứa tannic acid giúp tạo ra tính chất chua và kháng khuẩn. Hạt sồi cũng đã được nghiền thành bột  và rang để tạo ra cà phê từ hạt sồi, một loại thực phẩm thay thế thú vị.

### Ẩm thực
Thùng gỗ sồi thường làm từ gỗ sồi, được sử dụng để lão hóa rượu vang, sherry, cũng như các loại đồ uống quý như brandy và Scotch whisky, đặc biệt là whisky malt từ thùng đơn có giá trị cao. Sự sử dụng của gỗ sồi trong quá trình lên men rượu vang mang lại sự đa dạng về hương vị và chất lượng. Thùng gỗ sồi, đôi khi được đốt trước khi sử dụng, góp phần vào việc tạo ra màu sắc, hương vị và hương thơm độc đáo cho nước uống bên trong, mang lại một hương vị vanillin quyến rũ. Những nhà sản xuất rượu vang thường đối diện với thách thức trong việc lựa chọn giữa gỗ sồi Pháp và gỗ sồi Mỹ. Gỗ sồi Pháp (Quercus robur, Q. petraea) thường mang lại sự tinh tế và được lựa chọn cho những loại rượu vang đắt giá nhất. Trong khi đó, gỗ sồi Mỹ đóng góp vào đặc tính mạnh mẽ và khả năng chống lão hóa cao hơn, nhưng cũng mang lại một mùi hương mạnh mẽ hơn.
Viên gỗ sồi thường được sử dụng để hút khói thực phẩm như cá, thịt và phô mai, tạo ra hương vị đặc biệt và thú vị.

Vỏ của cây sồi liège, phát triển chủ yếu xung quanh vùng Biển Địa Trung Hải, được sử dụng để sản xuất những nút chai cho rượu vang. Bồ Đào Nha, Tây Ban Nha, Algeria và Ma rốc chính là những quốc gia sản xuất hàng đầu trên toàn thế giới cho nguyên liệu này.

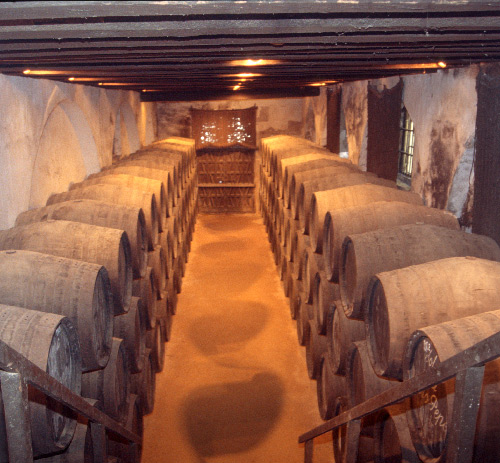
Rượu Sherry lão hóa trong thùng gỗ sồi
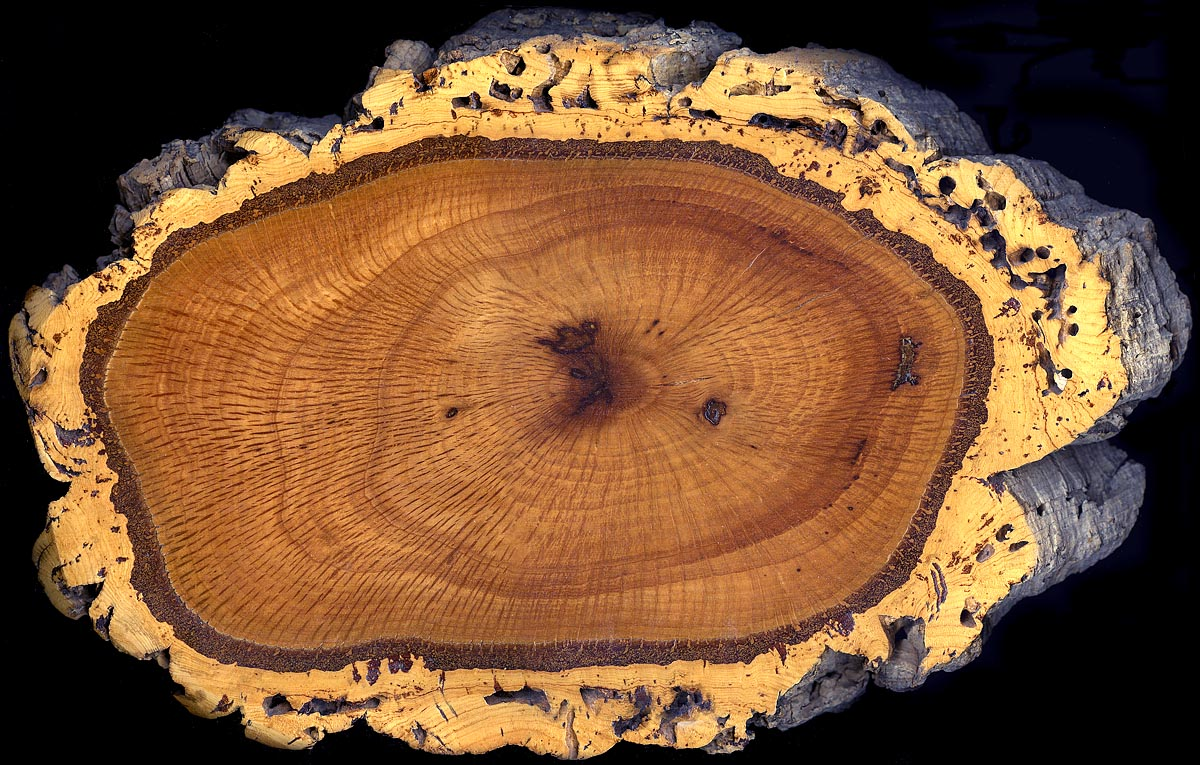
Một phần của thân cây sồi liège, Quercus suber, cho thấy vỏ bạc dày được sử dụng để sản xuất nút chai rượu vang

## Hình ảnh

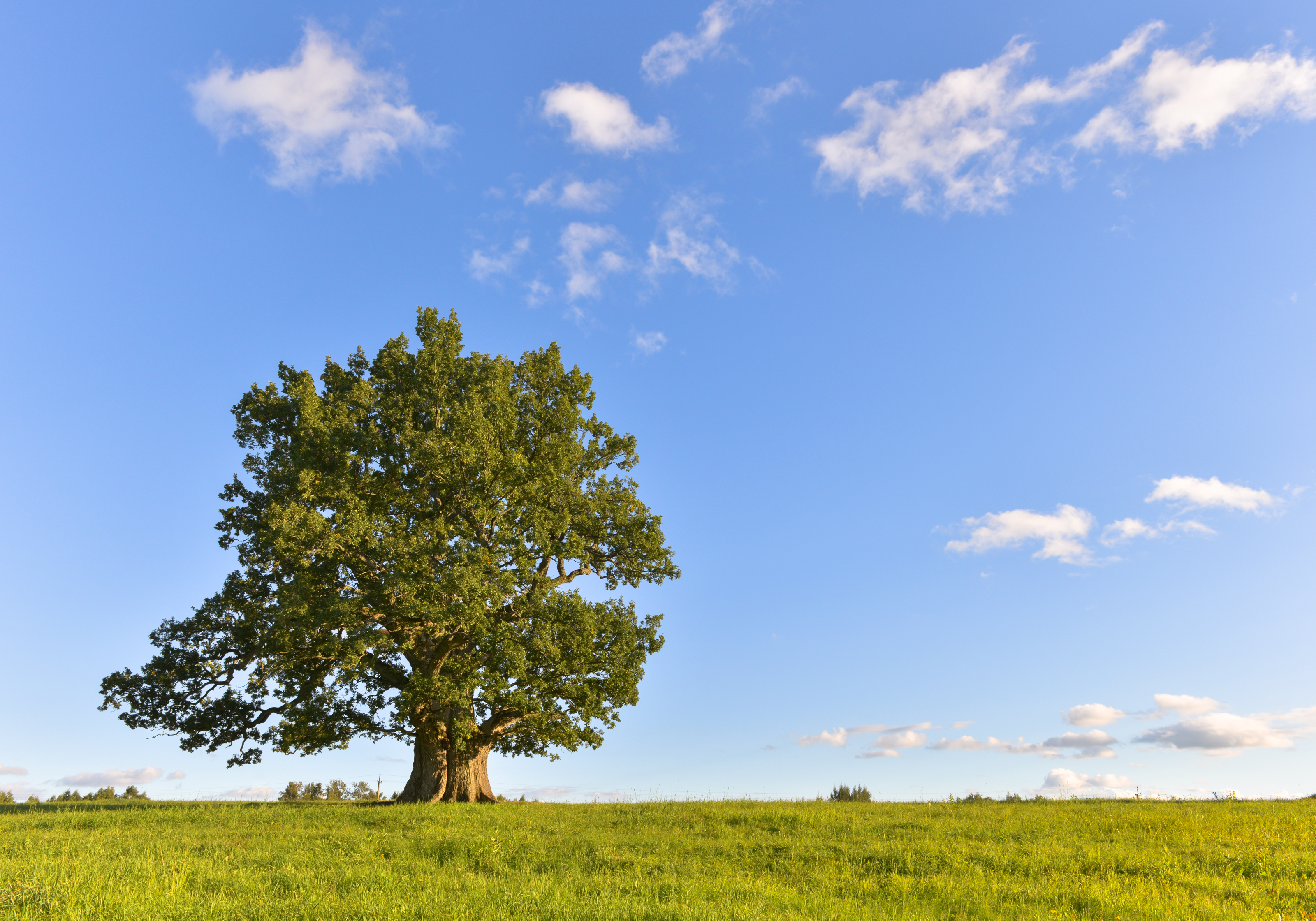
Cây sồi Tamme-Lauri là cây dày nhất và lâu đời nhất ở Estonia, được trồng vào khoảng năm 1326
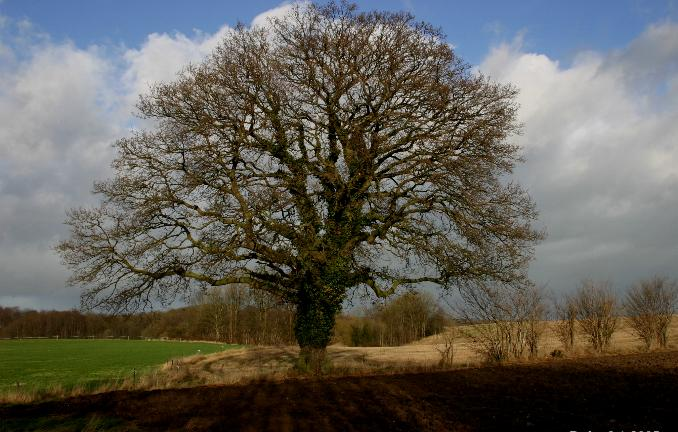
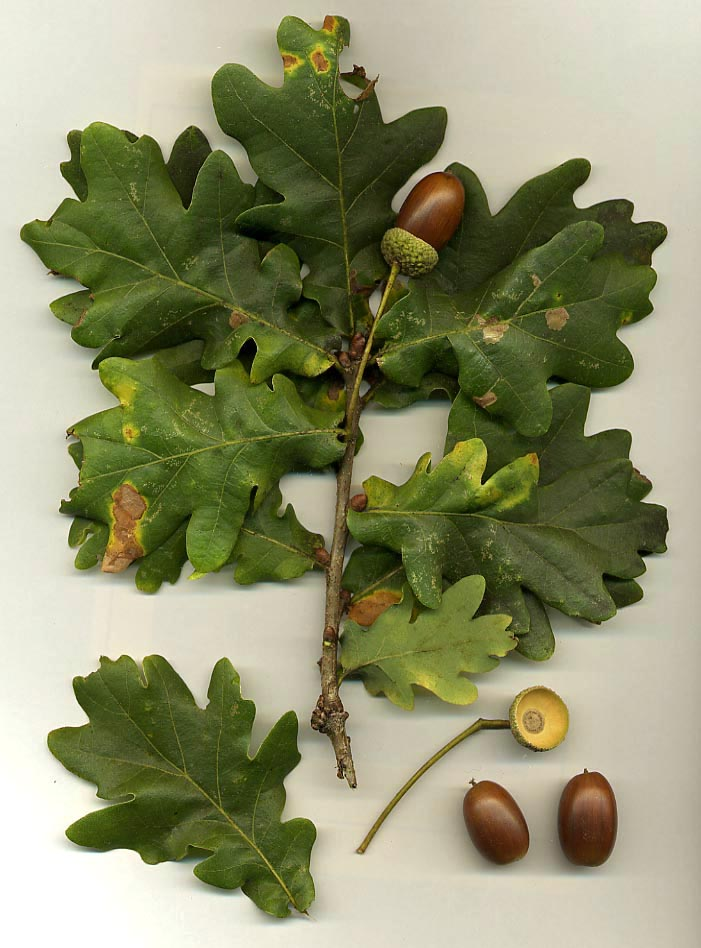
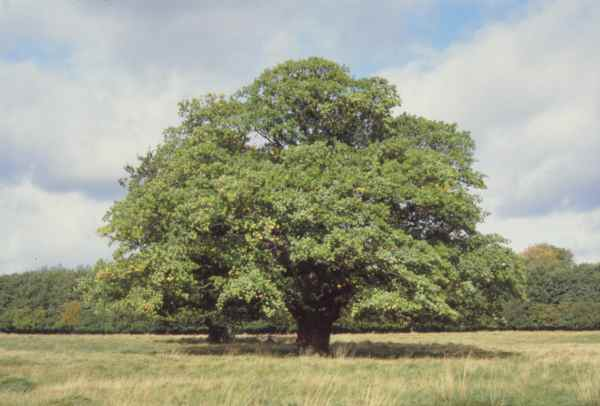
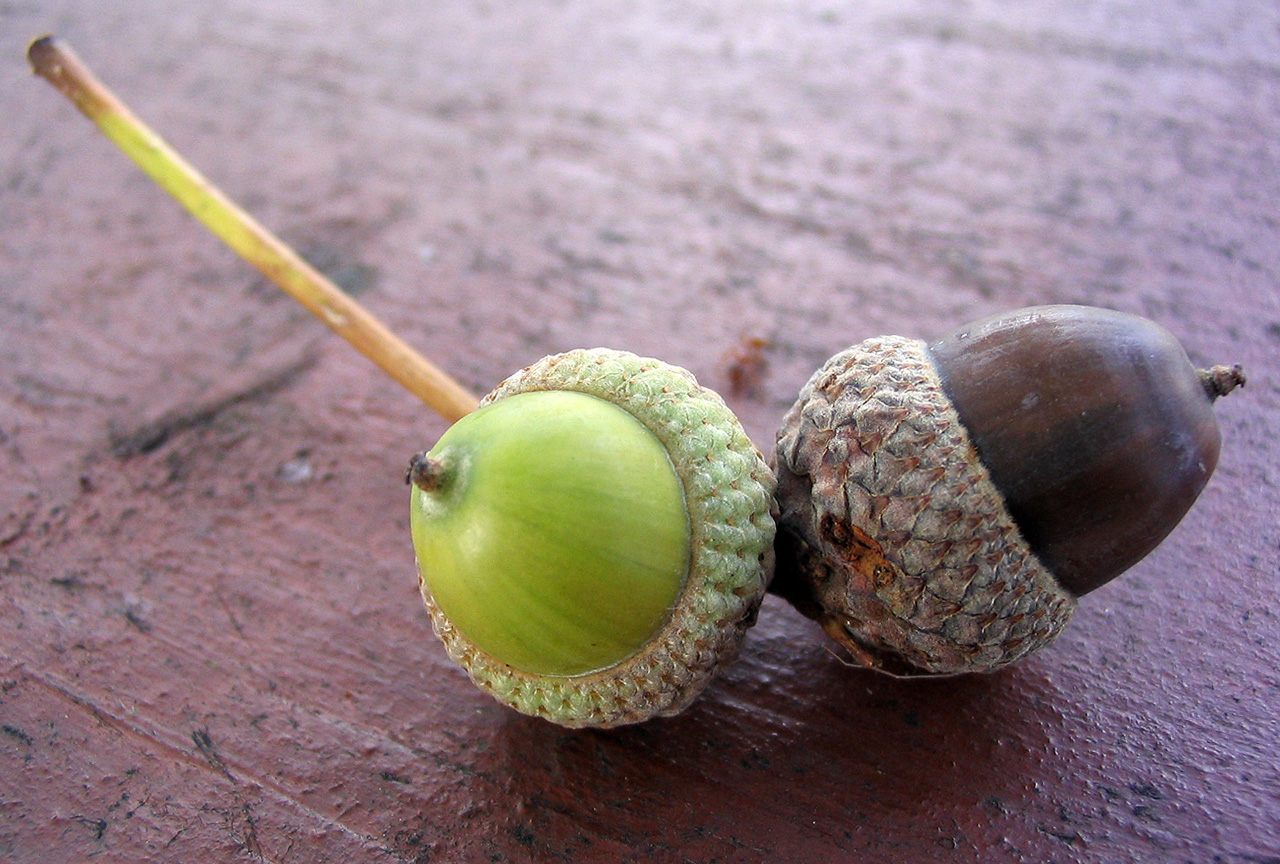
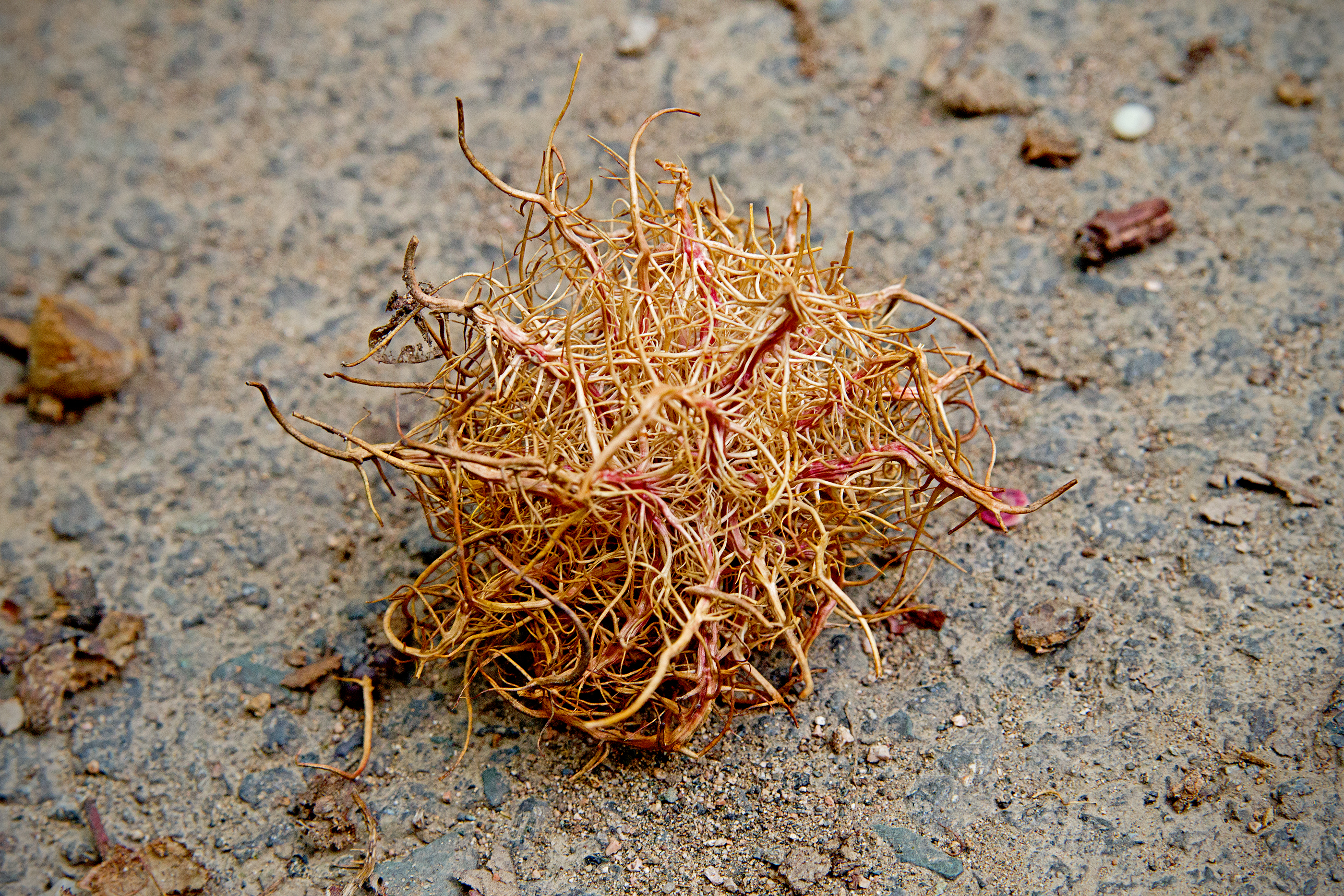